# Secrets (canción de The Weeknd)
«"Secrets"» es una canción del artista canadiense The Weeknd, parte de su tercer álbum de estudio, Starboy (2016). Contiene samples de «Pale Shelter», una canción de la banda de rock pop inglesa Tears for Fears  así como de «Talking in Your Sleep» de la banda  estadounidense de rock The Romantics. Fue escrita por Abel Tesfaye, Martin McKinney, Henry Walter, Dylan Wiggins, Roland Orzabal, Coz Canler, Jimmy Marinos, Wally Palamarchuk, Mike Skill, y Peter Solley, y producido por Doc McKinney, Tesfaye y Cirkut.

## Video musical
El video musical de «Secrets» fue dirigido por Pedro Martin-Calero y se filmó en la Universidad de Toronto Scarborough y en la Biblioteca de referencia de Toronto. Fue lanzado el 11 de junio de 2017. El video presenta al cantante canadiense Black Atlass.

## Rendimiento en listas
Al igual que el resto de las canciones de Starboy, «Secrets» logró entrar al Billboard Hot 100 de los Estados Unidos, alcanzando el número 47. La canción también llegó al número 27 en el Canadian Hot 100.

### Listas
| Lista (2016-17)                        | Mejor posición |
| -------------------------------------- | -------------- |
| Argentina (Monitor Latino)             | 15             |
| Canadá (Canadian Hot 100)              | 27             |
| Francia (SNEP)                         | 114            |
| Países Bajos (Mega Single Top 100)     | 55             |
| Suecia (Sverigetopplistan)             | 77             |
| Reino Unido (UK Singles Chart)         | 47             |
| Reino Unido (UK R&B Chart)             | 10             |
| Uruguay (Monitor Latino)               | 15             |
| Estados Unidos (Billboard Hot 100)     | 47             |
| Estados Unidos (Hot R&B/Hip-Hop Songs) | 22             |